# كريستينا بوساس
كريستينا بوساس دي البوكيرك (بالبرتغالية: Cristina Possas‏) (ولدت في 5 يونيو عام 1948) هي عالمة صحة عامة برازيلية تتعامل مع الأمراض المعدية والأمراض المعدية الناشئة من منظور بيئي اجتماعي ومع ذلك فإن نهجها في تعقيد النظام الإيكولوجي الاجتماعي يختلف تماما عن النهج الإيكولوجي الاجتماعي الرباعي لنانسي كريجر البروفيسورة بجامعة هارفارد؛ حيث اقترحت في مقالة باللغة الإنجليزية عام 2001 في المجلة البرازيلية لتقارير الصحة العامة مفهوم «الصحة الايكولوجية الاجتماعية» أن الأنظمة الايكولوجية في تغير متزايد نتيجة النشاط الاجتماعي البشري لصالح ظهور الأمراض لذلك؛ يجب أن يسبق المصطلح «اجتماعي» البادئة «بيئة».
وهكذا فإنها معروفة بـ (أ) تطويرها لمفهومها التصوري الجديد لعلم الأوبئة الاجتماعية، ودمج  المفهوم الاقتصادي لعدم التجانس الهيكلي في نموذج وبائي، لتحديد الملامح الوبائية للسكان غير المتجانسين في مختلف الطبقات الاجتماعية والاقتصادية وظروف نشأة الأمراض. (ب) مساهمتها السياسية الصحية إصلاحها الصحي في البرازيل، والبحث في الانتقال الصحي، والتغير الأيكولوجي، والنظم المعقدة، وظهور أمراض جديدة.
هي عضوة زمالة في برنامج تاكيمي في جامعة هارفارد في بوسطن،  حيث كانت لمدة 10 سنوات عالمة زائرة وعضوة في برنامج فولبرايت، وأستاذة جامعية في معهد أوزوالدو كروز في ريو دي جانيرو، البرازيل.

## حياتها المهنية
بصفتها عالمة صحة عامة برازيلية تعمل في مجال الأمراض المعدية من منظور ايكولوجي اجتماعي،  عملت كريستينا بوساس دي البوكيرك (كريستينا بوساس) كصانع سياسة منذ فترة طويلة عن كثب مع علماء الصحة العامة والبيئة ومع حقوق الإنسان ومنظمات العدالة الاجتماعية المدنية.
وهي أيضا أستاذة بصفة كاملة في معهد أوزوالدو كروز في البرازيل، حيث حصلت في عام 1998 على درجة الدكتوراة في الصحة العامة، وحيث تقوم الآن بإجراء بحوث عن الأمراض المعدية، كما تقوم بتدريس دورة بعنوان «المنهجية العلمية» في برامج الماجستير والدكتوراة.
بالإضافة إلى كونها استاذة للسياسة الصحية في المدرسة الوطنية للصحة العامة في معهد أوزوالدو كروز، البرازيل. فقد رشحت في عام 1987 من قبل وزارة الصحة البرازيلية/معهد أوزوالدو كروز لتكون المنسق التقني الوطني لسبعة مجموعات تدعم الإصلاح الصحي في البرازيل، التي أدرجت مساهمتها فيما بعد في دستور عام 1988 البرازيلي الجديد.
وعلى مدى عقد من الزمان، عملت أيضاً كزميل في جامعة هارفارد، وعالِمة زائرة وزميلة في برنامج فولبرايت، وعضوة في مجموعة هارفارد للأمراض الجديدة، والتي تولى تنسيقها ريتشارد ليفينز، وتمارا أفربوخ فريدلاندر، تعاونت معهم ومع أعضاء الفريق المتميزين الآخرين في اللجنة المنظمة لمؤتمر وودز هول المعني بالأمراض الجديدة، مع نشر مقالات مع المجموعة في وقت لاحق في ملحق خاص لأعلام أكاديمية نيويورك للعلوم عن هذا المؤتمر وفي مجلات أخرى. وقد ظلت لمدة 10 سنوات في منصب وطني بوصفها رئيسة وحدة البحث والتطوير في البرنامج الوطني البرازيلي للإيدز.
وقد عملت منذ أكثر من خمسة عقود في العديد من المناصب الوطنية والدولية مع الأوساط العلمية ومنظمات المجتمع المدني. وقد ظلت لمدة عشر سنوات مديرة وطنية لوحدة البحث والتطوير التكنولوجي في برنامج الإيدز البرازيلي في وزارة الصحة البرازيلية، وهو ما اعترف به عالميا بوصفه مبادرة ممتازة في مجال الصحة العامة تتضمن نهجا مبتكرة إزاء الأوبئة، تركز دائمًا على إمكانية الحصول على الوقاية والعلاج بحرية وعلى نطاق عالمي. وقد دعيت من قبل مديرة البرنامج الوطني للإيدز إلى تصور وإنشاء وحدة جديدة ومبتكرة للبحث والتطوير التكنولوجي في هيكل البرنامج.
وقد قامت باجراء مقابلات عن الإيدز،  وحمي الضنك Cristina Possas?fbclid=IwAR28Wkq3ZOXpb6iN5ZZijOKXnh8hjZzTmJCFk0CG3x00rJjuwk70aXhiMeM#cite note-9 وزيكا.

## الخبرة الحالية
- أستاذة بصفة كاملة، في مؤسسة كروز (مؤسسة أوزوالدو كروز/معهد أوزوالدو كروز)، البرازيل، منذ 1985
- منسقة برامج الماجستير والدكتوراه وما بعد الدكتوراه في الصحة العامة والبحوث السريرية على الأمراض المعدية. مديرة وحدة البحوث والتطوير التكنولوجي، البرنامج الوطني لمكافحة الإيدز، وزارة الصحة، البرازيل، 2002-2011
- سكرتيرة تنفيذية وطنية، اللجنة الفنية الوطنية للسلامة الأحيائية، وزارة العلوم والتكنولوجيا، البرازيل، 2001-2002
- عالمة زائرة، مجموعة الأمراض الجديدة، كلية الصحة العامة بجامعة هارفرد، 1994-2002
- زميلة برنامج تاكيمي في الصحة الدولية، كلية هارفارد للصحة العامة، 1990-1994
- زميلة ببرنامج فولبرايت، جامعة هارفارد، 1990-1994

## المناصب
معهد أوزوالدو كروز
- 1985 حتى الآن - أستاذ وباحث كامل في مؤسسة فيكروز (برامج الماجستير والدكتوراه وما بعد الدكتوراه في البحوث السريرية للأمراض المعدية). مستشارة علمية لرئيس مجلس السياسات والإستراتيجيات بيو مانجينيوس.

المناصب
- 2011 - 2015 - مديرة برامج الدراسات العليا في البحوث السريرية حول الأمراض المعدية في المعهد الوطني للعدوى - إيفاندرو شاغاس - مؤسسة فيكروز (برامج الماجستير والدكتوراه وما بعد الدكتوراه).
- 1999 - 2000 - مستشارة ومنسقة أبحاث، نائبة رئيس التطوير التكنولوجي، مؤسسة فيكروز.
- 1994 - 1996 - مديرة برامج الدراسات العليا في الصحة العامة
- 1987 - 1989 - مديرة، نواة الدراسات الخاصة لرئيس مؤسسة فيكروز
- 1985 - 1987 المستشارة العلمية لـمؤسسة فيكروز؛ رئيسة ومنسقة المجموعات الفنية الوطنية للإصلاح الصحي
- 1982 - 1983 - أستاذة زائرة، مدرسة سيرجيو أروكا الوطنية للصحة العامة

اللجنة الوطنية للسلامة الأحيائية التقنية - اللجنة الفنية الوطنية للسلامة الأحيائية
- 2001- 2002 - الأمينة التنفيذية الوطنية، اللجنة الفنية الوطنية للسلامة الأحيائية - اللجنة الفنية الوطنية للسلامة الأحيائية، وزارة العلوم والتكنولوجيا.

برنامج الإيدز الوطني
- 2002 - 2011 - مديرة وحدة البحوث والتطوير التكنولوجي، البرنامج الوطني لمكافحة الإيدز، وزارة الصحة.

جامعة هارفرد
- 1990 - 1994 - زميلة برنامج تاكيمي في الصحة الدولية، كلية هارفارد للصحة العامة، زميلة برنامج فولبرايت.
- 1994 - 2002 - عالمة زائرة (التعيينات السنوية مع زمالات فولبرايت، كابيس، المجلس الوطني للتطوير العلمي والتكنولوجيوهارفارد).

ولاية ساو باولو، البرازيل
- 1982 - 1983 - مستشارة علمية للسياسة الصحية في إدارة معهد الصحة، ولوزير الصحة في ولاية ساو باولو.

الجامعة البابوية الكاثوليكية في كامبيناس
- 1980 - 1984 - أستاذة وباحثة، الجامعة الكاثوليكية في كامبيناس، كلية الطب، برنامج البكالوريوس في الطب الاجتماعي

مدينة كامبيناس
- 1976 - 1978 مستشارة علمية للسياسة الصحية وتعبئة المجتمع لوزير الصحة ولعمدة بلدية كامبيناس.

جامعة كامبيناس
- 1974 - 1976 - أستاذة وباحثة بكلية الطب، برنامج البكالوريوس في الطب الاجتماعي. خدمة طبيب نفساني للأطفال، مركز مدرسة العلوم الصحية في مقاطعة بولينيا، كامبيناس، ولاية ساو باولو

## التعليم
- 1991 – مرحلة ما بعد الدكتوراه، الصحة الدولية، كلية الصحة العامة في جامعة هارفارد
- 1988 – دكتوراه في الصحة العامة، المدرسة الوطنية للصحة العامة، مؤسسة فيكروز
- 1980 – درجة الماجستير في العلوم الاجتماعية، جامعة كامبيناس
- 1972 – دكتوراه في علم النفس، جامعة ريو

## اللغات
- تطقن اللغة البرتغالية (اللغة الأم) والإنجليزية والفرنسية بطلاقة.
- البرتغالية: اللغة الأم
- اللغة الإنجليزية: تجيدها بطلاقة- شهادة الكفاءة من جامعة كامبريدج للصف الثالث، إنجلترا، 1968. شهادة من معهد البرازيل والولايات المتحدة، 1967 (دورة مدتها ست سنوات)
- الفرنسية: تجيدها بطلاقة- جامعة نانسي، فرنسا. الدبلوم العالي في اللغة الفرنسية وآدابها، الدرجة الثالثة، 1971. التحالف الفرنسي للبرازيل، دبلوم الدراسات الفرنسية، الدرجة الخامسة، ادب 1965 (دورة مدتها تسع سنوات)
- تجيد الإسبانية والإيطالية
- الإسبانية: تجيدها
- الإيطالية: تجيدها

## أهم ما نشر لها
كتبت الدكتورة بوساس في ستة مجالات واسعة:
- الوصول إلى المستحضرات الصيدلانية: الملكية الفكرية وحقوق الإنسان
- التكنولوجيا الحيوية والسلامة الحيوية والأخلاقيات الحيوية
- بناء القدرات البحثية للإيدز وعلاج فيروس نقص المناعة البشرية
- التعامل مع السكان المستضعفين
- التغير البيئي والأمراض المعدية الناشئة
- عدم المساواة والسياسة العامة والرعاية الاجتماعية

تشمل هذه الكتابات العديدة ما يلي:
- المقالات: التكنولوجيا الحيوية الطبيعية، مجلة متلازمات نقص المناعة المكتسبة، الإيدز، حوليات أكاديمية نيويورك للعلوم، مجلة القضاء على الفيروسات، الاتجاهات في علم الأحياء الدقيقة، اللقاحات
- فصول الكتاب: الوكالة الوطنية الفرنسية لبحوث الإيدز والتهاب الكبد الفيروسي؛ مطبعة الأكاديمية الوطنية الأمريكية
- الكتاب: كتابان من أكثر الكتب مبيعًا تم تبنيه من قبل كليات الصحة العامة والطب في البرازيل - علم الأوبئة والمجتمع: عدم التجانس الهيكلي والصحة، 1990 والصحة والعمل: أزمة الرعاية الاجتماعية 1980، تم تحريرهما بواسطة HUCITEC SP
- تقرير: البنك الدولي

## كتبها
- بوساس سي لاروز ب.2013.الملكية الفكرية والسياسات العامة للوصول إلى مضادات الفيروسات القهرية في البلدان الجنوبية، الوكالة الوطنية لبحوث الإيدز، مجموعة العلوم الاجتماعية والإيدز.
- كاسترو، إيه. سي. بوساس، سي. جودينهو، منظمة إم ام.2011. الملكية الفكرية في البلدان الناطقة باللغة البرتغالية: المواضيع ووجهات النظر، الأوراق الإلكترونية.
- حالة من الفن والأولويات للبحث وتطوير داء البريميات
- بوساس سي 1989. علم الأوبئة والمجتمع: عدم التجانس الهيكلي والصحة في البرازيل. هوسيتيك، ساو باولو.
- بوساس سي. 1980. الصحة والعمل: أزمة الرعاية الاجتماعية في البرازيل، الطبعة الثانية، عام 1989.هوكيتش. [حائز على جائزة الشرف من الجمعية البرازيلية لحقوق الرفاه الاجتماعي عام 1981عن أفضل كتاب عن الرفاه الاجتماعي]

## أبحاث
- يفينز، ر. بوساس، سي وآخرون. الإعداد لأمراض معدية جديدة، فريق هارفارد العامل المعني بالأمراض الجديدة والمستعيدة للظهور، وزارة السكان والصحة الدولية. كلية هارفارد للصحة العامة. ورقة العمل رقم 8، بوسطن، حزيران/يونيه 1993
- بوسساس، سي. أزمة ماليّة وإستراتيجيات السياسة الصحية: تحديات إلى الإصلاح الصحي في البرازيل. برنامج «تاكمي» في مجال الصحة الدولية، قسم السكان والصحة الدولية، كلية هارفارد للصحة العامة. ورقة بحث رقم. 75، بوسطن، 1992.
- بوساس، سي. نهج علم الاجتماع في تحليل الاوبئة: أداة لسيناريوهات الصحة في البلدان النامية في المستقبل. برنامج «تاكمي» في مجال الصحة الدولية، وزارة السكان والصحة الدولية. كلية هارفارد للصحة العامة. ورقة بحث رقم. 71، بوسطن، 1992
- بوساس، سي. المشكلات الصحية للنساء الفقيرات العاملات في القطاع غير الرسمي، استعراض ادبي: البرازيل. في خان، استعراض ادبي من قبل شبكة زملاء برنامج تاكيمي حول المشاكل الصحية للنساء الفقيرات العاملات في القطاع غير الرسمي، برنامج تاكيمي في الصحة الدولية، كلية هارفارد للصحة العامة، بوسطن، 1993.

## جوائز وتكريمات
- 2015. جائزة الشرف، بيو مانجوينهوس /مؤسسة فيكروز، الحلقة الدراسية السنوية الثالثة
- 2015. زمالة من رابطة أمريكا اللاتينية للايدز، المعهد الوطني للعدوى - إيفاندرو شاغاس مؤسسة فيكروز.
- 2013. تحت مسمى فرانسواز باريه سينوسي الحائز على جائزة نوبل عضو في فريقين عاملين في مبادرة جمعية الايدز الدولية لعلاج مرض الايدز
- 2012.سميت من قبل [فيوكروس]/[بيومنغنهوس] منسقة من بحث وطنيّة على لقاح براءات اختراع
- 2011. ميدالية من الوكالة الوطنية الفرنسية (ميدالية الحكومة الفرنسية) لأبحاث الإيدز والتهاب الكبد الفيروسي (الوكالة الوطنية لبحوث الإيدز) لتنسيق موقع البحوث البرازيلية (الوكالة الوطنية لبحوث الإيدز) في البرازيل
- 2011. الاعتراف من برنامج مدرسة سيرجيو أروكا الوطنية للصحة العامة لتنسيق برامج الدراسات العليا
- 2011. عضو مسمى في مجلس المعهد الوطني للعلوم والتكنولوجيا في السياسات العامة والإستراتيجيات والتنمية، معهد الاقتصاد، جامعة فيدرال دو ريو دي جانيرو
- 2011. مدير زمالة البحوث الممولة، المعهد الدولي لبحوث العلوم، المعهد الدولي لبحوث العلوم الزراعية
- 2011. عيّنتها المؤسسة العالمية للقاح فيروس نقص المناعة البشرية وبرنامج منظمة الصحة العالمية للقاح الإيدز عضوًا في اللجنة المنظمة لورشة عمل أوكتاف في البرازيل حول تصميم تجربة لقاح فيروس نقص المناعة البشرية وتحليلها
- 2009. يعينها رئيس المبادرة الدولية للقاح الإيدز عضوًا في اللجنة الاستشارية للسياسة في المبادرة الدولية للقاح الايدز
- 2002عينت من قبل مدير برنامج الايدزمديرا للبنك الدولي بتمويل البحوث الوطنية إلى وزارة الصحة البرازيلية، برنامج الإيدز الثالث
- 2001. عينها وزير العلوم والتكنولوجيا منسقا للمدونة الوطنية لقواعد السلوك في علم الأحياء في التلاعب الجيني بتمويل وزاري
- 2001. عينها وزير العلوم والتكنولوجيا ممثلة البرازيل في الاجتماع الحكومي الدولي لبروتوكول السلامة الأحيائية في قرطاجنة، اتفاقية التنوع البيولوجي في لاهاي، هولندا
- 1993. زمالة المركز العلمي للإنتاجية[15]
- 1993. عينت عالمة زائرة، بتمويل من جامعة هارفارد
- 1993. عضوة في أكاديمية نيويورك للعلوم
- 1992. زميلة في برنامج تاكيمي، جامعة هارفارد[11]
- 1991. زمالة فولبرايت، جامعة هارفارد.
- 1991. زمالة كابس، [15] جامعة هارفارد
- 1990. عضو المجلس الوطني للتنمية العلمية والتكنولوجية، ينتخب من قبل المجتمع العلمي في مجال الصحة العامة
- 1989.منحة، منسق تقييم المشروع الوطني المتعدد المراكز لنظام الصحة، مؤسسة فيكروز، رديو جانيرو[15]
- 1987. جائزة ليسيا باستوس لأفضل عرض عن التسمم والتسمم في البرازيل، الجمعية البرازيلية لطب التوكسيولوجيا.
- 1986. عينها وزير الصحة عضوا في اللجنة الاستشارية للمؤتمر الوطني الثامن للصحة
- 1984. زمالة من الحكومة الإيطالية للتخصص في علم الأوبئة المهني، عيادة العمل. جامعة ميلانو
- 1983.زمالة برنامج كابوس، استاذة زائرة مدرسة سيرجيو أروكا الوطنية للصحة العامة
- 1983. منحة بحث فينب عن تقييم النظام الصحي، وتنسيق 7 مشاريع فرعية، المدرسة الطبية، جامعة كاليفورنيا - كامبيناس[15]
- 1981. جائزة، الجمعية البرازيلية لقانون الرعاية الاجتماعية، مرتبة الشرف، أفضل كتاب عن الرعاية الاجتماعية
- 1974. زمالة من صندوق مؤسسة كيلوغ إلى مختبر التعليم الطبي، كلية الطب، جامعة كامبيناس.